# Karol Marcinkowski

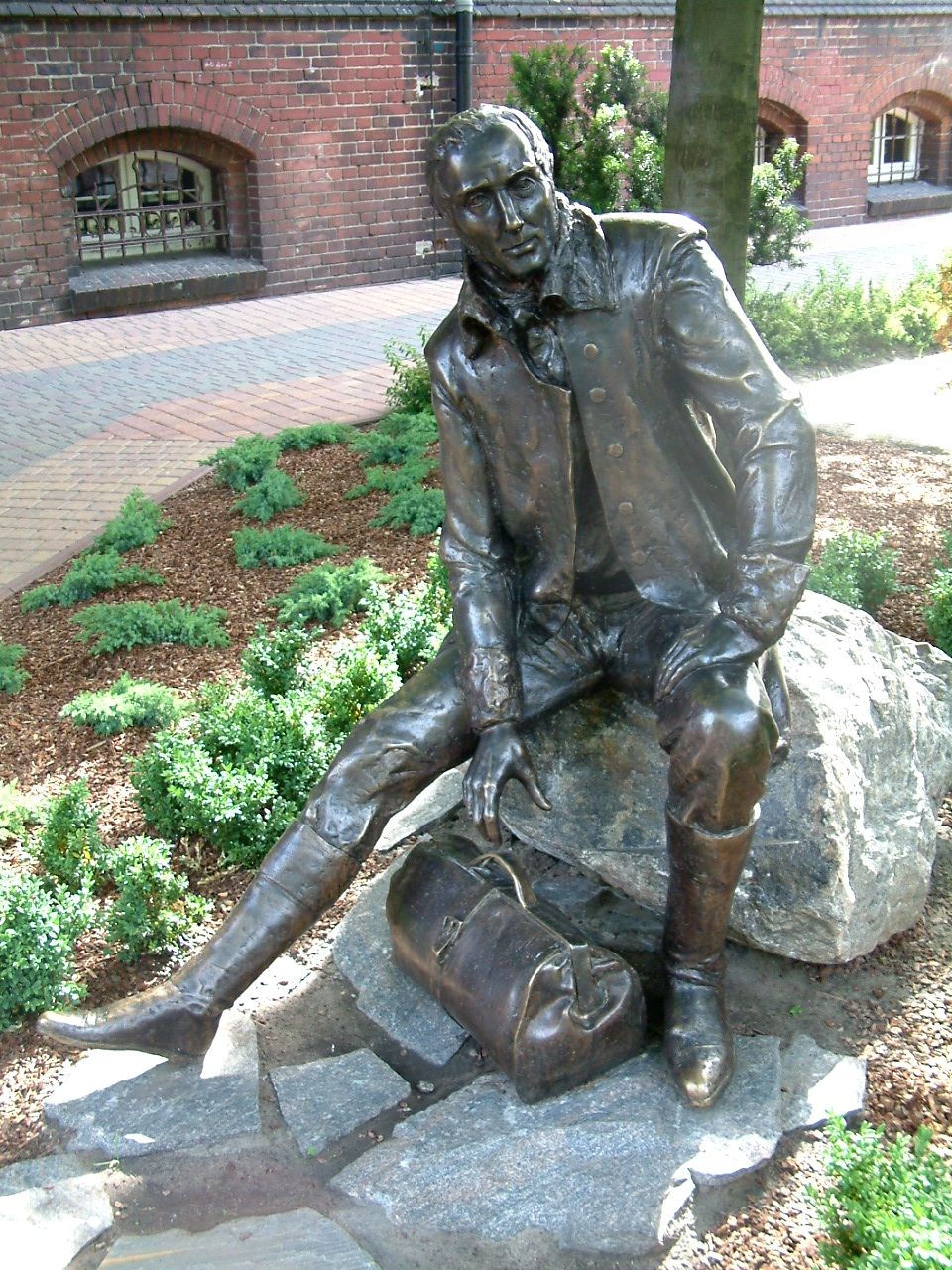
Pomnik K. Marcinkowskiego przed I LO i Gimnazjum Dwujęzycznym im. K. Marcinkowskiego w Poznaniu

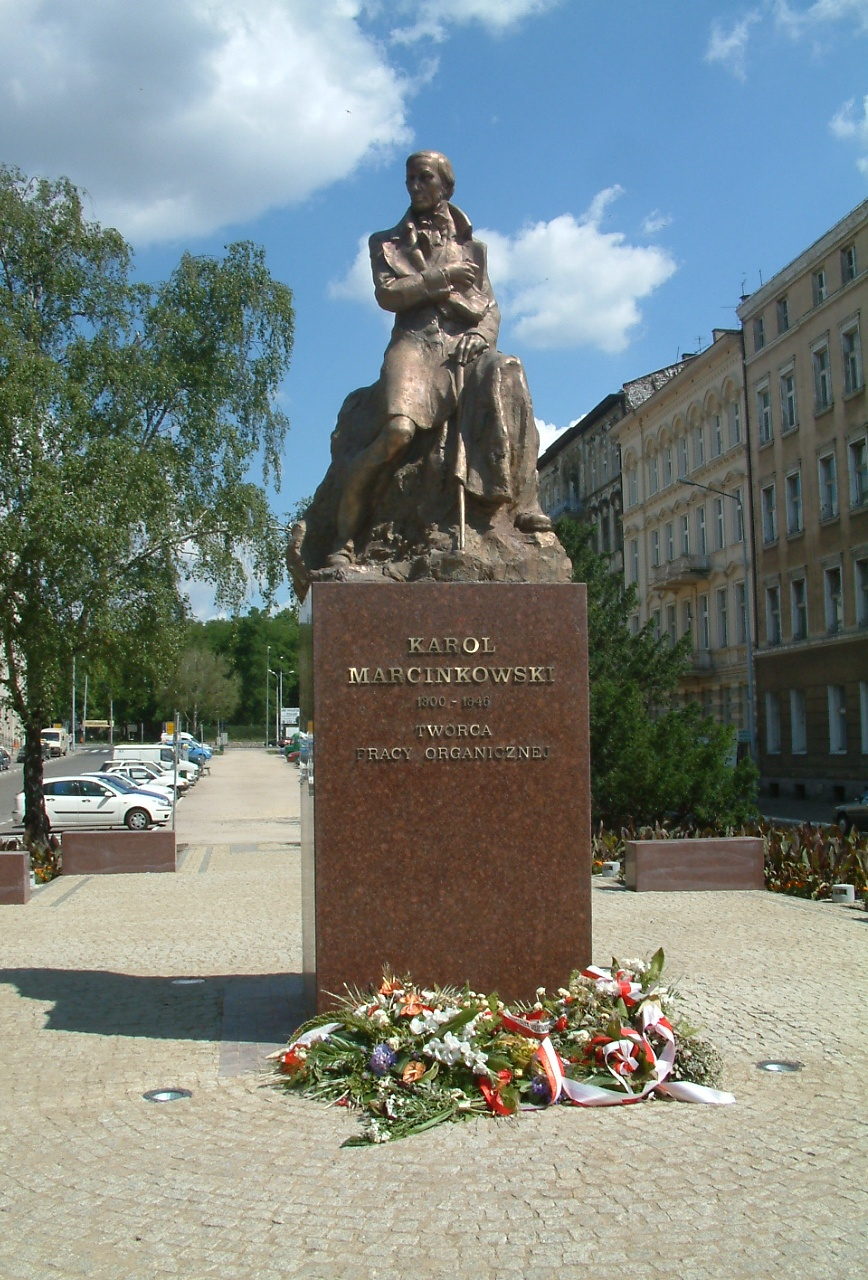
Pomnik K. Marcinkowskiego na Alejach Marcinkowskiego w Poznaniu, autor – Stanisław Radwański

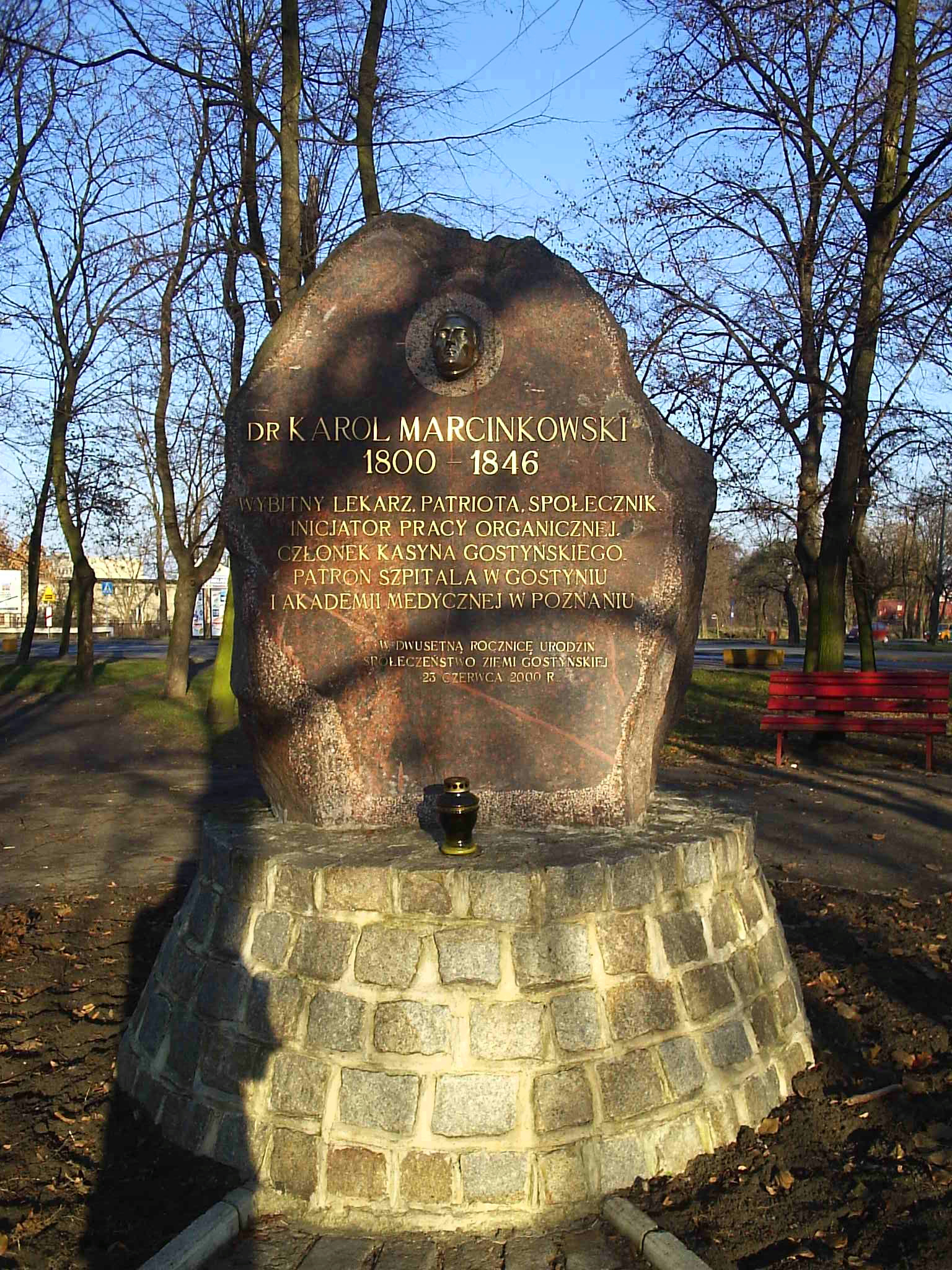
Tablica pamiątkowa poświęcona K. Marcinkowskiemu przed szpitalem jego imienia w Gostyniu

Karol Marcinkowski (ur. 23 czerwca 1800 w Poznaniu, zm. 6 listopada 1846 w Dąbrówce Ludomskiej) – polski lekarz, społecznik, filantrop, inicjator budowy hotelu Bazar w Poznaniu.

## Życiorys
Urodził się 23 czerwca 1800 roku na Świętym Wojciechu w Poznaniu. W 1817 zdał maturę w Gimnazjum św. Marii Magdaleny w Poznaniu, po czym wyjechał do Berlina, aby studiować medycynę na miejscowym uniwersytecie. W okresie studiów należał do tajnej organizacji „Polonia”, która głosiła hasła republikańskie i utylitarystyczne. Gdy stowarzyszenie zostało wykryte, Marcinkowskiego aresztowano i skazano na karę więzienia, którą w latach 1822–1823 odbył w Twierdzy Wisłoujście. Po zwolnieniu zakończył studia doktoratem medycyny (1823).
Następnie powrócił do Poznania, gdzie pracował jednocześnie w szpitalu miejskim i prowadził prywatną praktykę z zakresu chirurgii i ginekologii.
W grudniu 1830 udał się do Warszawy aby wziąć udział w powstaniu listopadowym. Najpierw służył w kawalerii, lecz po krótkim czasie został lekarzem sztabowym. Służył w stopniu podporucznika. Trafił do oddziału dowodzonego przez gen. Dezyderego Chłapowskiego, który został wysłany na Litwę. Za udział w bitwie o Olszynkę Grochowską został odznaczony Krzyżem Złotym Orderu Virtuti Militari 16 marca 1831.
Po kapitulacji został internowany w Prusach Wschodnich, gdzie brał udział w zwalczaniu epidemii cholery w Kłajpedzie.
Stamtąd uciekł na zachód, najpierw do Wielkiej Brytanii, a później do Francji. Podczas tego pobytu spotykał się zarówno z popowstańczą emigracją, jak i tamtejszymi środowiskami medycznymi, pogłębiając swoją wiedzę, a jednocześnie uchodząc za autorytet w dziedzinie walki z cholerą (w 1833 Francuska Akademia Nauk przyznała mu złoty medal za rozprawę o cholerze).
W 1834 postanowił wrócić do kraju, jednak po przekroczeniu granicy Prus został aresztowany i skazany na pobyt w twierdzy w Świdnicy za udział w powstaniu.
Zwolniono go dopiero w 1837 w wyniku starań mieszkańców i władz Poznania (zarówno polskich, jak i niemieckich), w którym wybuchła wówczas epidemia cholery. Od tego momentu oprócz praktyki lekarskiej i działalności filantropijnej (ubogich leczył bezpłatnie, często sam kupując im leki) zaangażował się w pracę na rzecz społeczeństwa. Do najbardziej znanych jego działań należy inicjatywa powołania Spółki Akcyjnej Bazar w 1838 czy założenie Poznańskiego Towarzystwa Pomocy Naukowej w 1841 (stanął również na czele jego zarządu), którego zadaniem było pogłębianie polskiego dorobku naukowego i pomoc w edukacji ubogiej młodzieży w myśl jego słów: „Wychowanie nasze jest to dług zaciągniony u ogółu, z czego się w swym czasie wypłacać winniśmy”. W ciągu blisko stu lat działalności z pomocy Towarzystwa skorzystało 6,5 tysiąca stypendystów, z których uformowały się szeregi poznańskiej i wielkopolskiej inteligencji.
Był radnym miejskim, który starał się o powstanie stałego polskiego teatru miejskiego. Zajmował się również problemem poprawy sytuacji materialnej i zdrowotnej biedoty miejskiej. W ostatnich latach życia otoczony był powszechnym szacunkiem zarówno ze strony władz, jak i rodaków, nazywających go „Naszym Doktorem” lub „Doktorem Marcinem”.
Jego doświadczenia powstańcze, liberalne poglądy oraz wpływ takich osób jak Hipolit Cegielski czy Dezydery Chłapowski sprawiły, że stał się orędownikiem pracy organicznej i walki o wolność metodami politycznymi i ekonomicznymi, będąc pierwszym z długiego szeregu wielkopolskich organiczników realizujących ideały pozytywistyczne.
Zmarł na gruźlicę w 1846 r. W jego pogrzebie wzięło udział około 20 000 osób, co było sprzeczne z jego testamentem. Pierwszy raz pogrzebano go na cmentarzu parafialnym św. Marcina (staromarcińskim) w Poznaniu, w pobliżu drogi dojazdowej do mostu dworcowego. W 1910 r. jego zwłoki zostały ekshumowane z powodu budowy wiaduktu kolejowego. Trzeci pochówek miał miejsce 10 czerwca 1923 r., kiedy to zwłoki przeniesiono na Poznańską Skałkę.

## Upamiętnienie
Instytucje i miejsca imienia Karola Marcinkowskiego
- Uniwersytet Medyczny im. Karola Marcinkowskiego w Poznaniu;
- Szpital Uniwersytecki im. Karola Marcinkowskiego w Zielonej Górze;
- I Liceum Ogólnokształcące i Gimnazjum Dwujęzyczne im. Karola Marcinkowskiego w Poznaniu;
- Zespół Szkół Medycznych im. Karola Marcinkowskiego w Koninie;
- Zespół Szkół im. Karola Marcinkowskiego w Ludomach
- Szpital im. Karola Marcinkowskiego w Gostyniu;
- park Karola Marcinkowskiego w Ostrowie Wielkopolskim;
- plac Karola Marcinkowskiego w Gostyniu i Rogoźnie;
- zabytkowy Park Karola Marcinkowskiego w Poznaniu;
- Aleje Karola Marcinkowskiego – jedna z reprezentacyjnych arterii centrum Poznania;
- ulica Karola Marcinkowskiego we Wrocław[3]. (w okolicy klinik Uniwersytetu Medycznego), Bolesławcu, Katowicach, Legnicy[4], Szczecinie oraz w Wielkopolsce i na Kujawach (w Bydgoszczy, Inowrocławiu i innych);
- Fundacja Gospodarcza im. Karola Marcinkowskiego w Ciechanowie;
- Szpital Miejski im. dra Karola Marcinkowskiego w Inowrocławiu (zlikwidowany w 1989);
- Rodzinny Ogród Działkowy im. Karola Marcinkowskiego w Poznaniu;

Znaczki
W roku Jubileuszowym 2000, który zbiegł się z 200. rocznicą urodzin Karola Marcinkowskiego Poczta Polska wprowadziła do obiegu dwa znaczki poświęcone tematowi Etosu Pracy. Znaczek o nominale 70 gr ukazuje w formie grafiki sylwetkę tego prekursora pracy organicznej.
Film
Karol Marcinkowski jest jednym z głównych bohaterów polskiego serialu historycznego Najdłuższa wojna nowoczesnej Europy w reżyserii Jerzego Sztwiertni. Postać doktora zagrał Mariusz Benoit.